# Trond Haugland
Trond Inge Haugland (Stord, 20 marzo 1976) è un ex calciatore norvegese, di ruolo difensore.

## Carriera

### Club
Haugland giocò con la maglia degli estoni del Flora Tallinn dal 1997 al 1999. Passò poi ai greci dello Ionikos. Nel 2003 fu ingaggiato dal Vålerenga, per cui esordì nell'Eliteserien il 1º settembre nel pareggio a reti inviolate sul campo del Lillestrøm. L'anno seguente si trasferì al Pors Grenland. Disputò il primo incontro con questa casacca il 18 aprile 2004, quando fu titolare nel successo per 4-3 sullo Hønefoss. Dal 2005 passò al Trio.